# The Soft Boys
The Soft Boys var en brittisk rockgrupp skapad av Robyn Hitchcock i Cambridge 1976 som Dennis and the Experts. Musiken är melodisk, men annorlunda och kommer dels från punk, dels från psykedelisk musik. 
Bandet albumdebuterade 1979 med A Can of Bees. Deras hitskiva är Underwater Moonlight som gavs ut i juni 1980 med låtar som "Insanely Jealous", "Positive Vibrations" och "Kingdom of Love". Efter albumet splittrades gruppen. Man gjorde en kort återförening 1994 och återigen 2001. Man gav då också ut ett nytt album, Nextdoorland (2002), innan man återigen upplöstes 2003.

## Bandmedlemmar
- Robyn Hitchcock – sång, gitarr
- Alan Davies – gitarr
- Andy Metcalfe – basgitarr
- Jim Melton – munspel
- Kimberley Rew – gitarr (ersatte Alan Davies)
- Matthew Seligman – basgitarr (ersatte Andy Metcalfe) (1955–2020)
- Morris Windsor – trummor

## Diskografi
Studioalbum
- A Can of Bees (1979)
- Underwater Moonlight (1980)
- Invisble Hits (1981)
- Nextdoorland (2002)

Livealbum
- Live at the Portland Arms (1983)
- 1976-81 (1993)

Samlingsalbum
- Two Halfs for the Price of One (1981)  (outgivna studioinspelningar och liveupptagningar)

EP
- Give It To The Soft Boys (1977)
- Near the Soft Boys (1980)
- Side Three (2002)

Singlar
- "(I Want to Be an) Anglepoise Lamp" / "Fatman's Son" (1978)
- "I Wanna Destroy You" / "Old Pervert" (1980)
- "Only the Stones Remain" b/w "The Asking Tree" (1981)
- "Love Poisoning" / "When I Was a Kid" (1982)
- "He's a Reptile" / "Song No. 4" (1983)
- "The Face of Death" / "The Yodelling Hoover" (1989)